# Cnemidocarpa victoriae
Cnemidocarpa victoriae is een zakpijpensoort uit de familie van de Styelidae. De wetenschappelijke naam van de soort is voor het eerst geldig gepubliceerd in 1983 door Claude en Françoise Monniot.